# Medaglia del veterano delle forze armate dell'Unione Sovietica
La medaglia del veterano delle forze armate dell'Unione Sovietica (in russo Медаль «Ветеран Вооружённых Сил СССР»?, Medal' «Veteran Vooružënnych Sil SSSR») è stata un premio statale dell'Unione Sovietica.

## Storia
La medaglia venne istituita il 20 maggio 1976.

## Assegnazione
La medaglia veniva assegnata ai soldati della dell'esercito sovietico, della Marina sovietica, delle truppe di frontiera e delle truppe interne, che impeccabilmente avessero prestato servito nelle Forze Armate dell'URSS per 25 anni o più. La medaglia poteva anche essere concessa a persone già in pensione prima della pubblicazione del decreto che istituì la medaglia che avessero prestato servizio in modo impeccabile nelle Forze Armate dell'URSS per 25 anni o più.

## Insegne
- La  medaglia era di tombac argentato. Il dritto raffigurava una stella smaltata di rosso sovrapposta un'immagine in rilievo della falce e martello, appena sotto al centro, la scritta in rilievo "URSS" (Russo: «СССР») su un ramo di alloro, in basso lungo la circonferenza medaglia, una pergamena rilievo con la scritta in caratteri evidenti, "Veterano delle forze armate" (Russo: «ВЕТЕРАН ВООРУЖЕННЫХ СИЛ»).
- Il  nastro era grigio con un bordo rosso e uno arancione caricato di tre strisce nere. A breve distanza dal bordo rosso vi era una sottile striscia rossa.